# In a Heartbeat
In a Heartbeat ist ein Pop-Song von Sandra aus dem Jahr 2009. Er wurde vorab als erste Single aus dem Studioalbum Back to Life veröffentlicht.

## Entstehung und Veröffentlichung
Der Synthie-Pop-Song wurde von Toby Gad mit Jim Dyke geschrieben und von Jens Gad produziert. Der Songtext handelt von einem Gegenüber, das Herzklopfen verursacht; es gebe keine bessere Person im Leben der Protagonistin.
Die Maxi-Single erschien am 6. März 2009. Neben der Albumversion sind der NYC 38th Street Mix mit 5:21 Minuten Länge sowie These Moments in der Albumversion und der exklusive Song Kiss My... enthalten. Der NYC 38th Street Mix erschien auch auf Kompilationen wie der Platinum Collection.

## Chartplatzierungen
| ChartsChartplatzierungen | Höchstplatzierung | Wochen |
| ------------------------ | ----------------- | ------ |
| Deutschland (GfK)        | 59 (2 Wo.)        | 2      |